# Nick Straker
Nick Straker, geboren als Nicholas Charles Bailey, (1957) is een Britse popmuzikant en oprichter van de Nick Straker Band.

## Carrière
Nicolas Bailey speelde vanaf 1969 vooreerst bij onbekende bands als Stonehenge, Batumbi en Limmie Funk Limited. Zijn grootste hit had hij in 1979 met The Nick Straker Band, waarbij ook Tony Mansfield, Pete Hammond en Phil Towner behoorden. Het zelf geschreven nummer A Walk in the Park kwam vooreerst in de Duitse hitparade, daarna in de Oostenrijkse en de Zwitserse. In deze landen werd de song een top 10-hit. In de zomer van 1980 volgde een klassering in de Britse top 20-hitlijst.
De singles Don't Come Back en Leaving on the Midnight Train plaatsten zich in 1980 weliswaar in de Duitse hitparade, echter het succes van A Walk in the Park kon The Nick Straker Band echter niet meer evenaren. Vanaf 1981 had de band succes in de Amerikaanse dancehitlijst met de toppositie voor A Little Bit of Jazz in de Hot Dance Music/Club Play-hitlijst en Straight Ahead kwam in 1983 op de 12e plaats.
In 1987 produceerden Stock, Aitken & Waterman een nieuwe versie van A Walk in the Park, die een hitklassering miste. Terwijl Tony Mansfield als muziekproducent voor onder andere A-ha en Captain Sensible succesvol was, diende Bailey zich tijdens de jaren 1980 aan als songwriter voor onder andere Siedah Garrett en Taylor Dayne.
Eind 2005 werd A Walk in the Park gecoverd door The Conways, die daarmee de 60e plaats haalden in Duitsland. Eind 2011 probeerde de Duitse danceband Scooter het met hun versie onder de titel David Doesn't Eat.

## Discografie

### Singles
- 1979: The Last Goodbye
- 1979: A Walk in the Park
- 1980: Don't Come Back
- 1980: Leaving on the Midnight Train
- 1980: A Little Bit of Jazz
- 1981: Like Dust
- 1981: Dummy Dancing
- 1982: Way of Life
- 1982: Straight Ahead
- 1983: You Know I Like It
- 1983: Against the Wall
- 1984: Must You Dance
- 1984: Turn Me Down
- 1997: A Walk in the Park '97
- 2005: A Walk in the Park (Conways feat. The Nick Straker Band)
- 2006: He's Got No Nothing

### Albums
- 1980: Future's Above My Head
- 1980: A Walk in the Park
- 1980: A Little Bit of Jazz (DE) / The Nick Straker Band (US)
- 1983: The Nick Straker Band
- 1983: Nick Straker (solo-album)

### Compilaties
- 1982: Smash Singles
- 1993: The Best of Nick Straker – A Walk in the Park
- 1994: Collection
- 1996: The Very Best Of
- 2007: Nick Straker Band

- Gemeinsame Normdatei: 134532511
- International Standard Name Identifier: 0000 0000 5547 7341
- Library of Congress Control Number: no98005336
- MusicBrainz: 635739b7-7498-45e5-a004-7835535c0962
- Virtual International Authority File: 46372994
- WorldCat: E39PBJc3F3QfQtyjjbh4tgTWDq